# Новик, Николай Исаакович
Николай Исаакович Новик (30 июля 1896, Москва — 19 августа 1944 д. Энтранж, Плато Шамбриер, Прованс, Франция) — русский военнослужащий, прапорщик, герой Первой мировой войны, участник Гражданской войны в России (Белая армия), кинопродюсер в Германии и Франции, участник французского сопротивления, награждённый французским Военным крестом (1939—1945) и Орденом Почётного легиона.

## Биография
Николай Новик родился в Москве 30 июня 1896 года в семье присяжного поверенного, выпускника юридического факультета Новороссийского университета Исаака Данииловича Новика (1861—1924, Берлин) и его супруги Софьи Исааковны Новик (урожденной Эфрос, 1868—1951), дочь состоятельного московского адвоката. Кроме юриспруденции отец Николая успешно занимался журналистикой. Печатался в московской газете «Новости дня», «Курьер», где работал секретарём и писал передовые статьи по вопросам внешней политики. В 1907 году семья переехала в Санкт-Петербург. Брак родителей спустя два года распался, и дальнейшим воспитанием детей занимался отчим Николая — инженер Виктор Наумович Аринштейн (1873—1964).
В 1908 году Николай Новик поступил во второй класс знаменитой гимназии Карла Мая и окончил полный курс школы в 1915 году. Средний бал аттестата — 4,72, был отмечен серебряной медалью. Свободно владел французским, немецким и английским языками. В тот же год Новик поступил на экономическое отделение Петроградского политехнического института. После первого курса был призван в армию и направлен в 3-ю Петергофскую школу прапорщиков. 22 июля 1917 года Н. Новик был произведен в портупей-юнкеры, 17 августа 1917 года получил чин прапорщика и 2-го сентября был командирован в распоряжение 190-го пехотного запасного полка. В середине сентября полк был направлен на германский фронт. Получил чин подпоручика (по семейной легенде — за спасение командира князя Григория Андреевича Гагарина (1895–1963), своего одноклассника по гимназии К. Мая, сына первого ректора Петербургского политехнического института князя Андрея Григорьевича Гагарина).
После Октябрьского переворота Николай Новик восстановился в Петроградском политехническом институте, но после начавшейся «чистки» — выявлению среди студентов бывших царских офицеров, был вынужден из института уйти. Примкнул к Белому движению, воевал в составе войск Восточного фронта. В 1920 году вместе с армией Врангеля эвакуировался из Севастополя на норвежском корабле «Модиг». Оказался в военном лагере Галлиполи под Стамбулом. В середине 1921 года перебрался в Париж, в 1923 году — в Берлин. В 1924 году Николаю Новику удалось встретиться в Берлине с отцом, а также матерью и отчимом, направленными в Германию для закупки оборудования для Ленинградских заводов. Аринштейны помогли помогли Исааку Даниловичу деньгами на лечение и Николаю Новику на открытие в Берлине продюсерского центра «Новик & Рёлль — Фильм». Наиболее удачными и известными фильмами продюсера Николая Новика в Германии стали картины: «Женщине нужно всё прощать» (1931 г.), «Дуран против Дурана» (1931 г.), «Дочь полка» (1933 г.).
В 1933 году после прихода в Германии к власти фашистов Николай Новик уехал в Париж. Продолжил занятия кинематографией: в частности — стал продюсером известной актрисы Лилиан Харви, переснял на французском языке свой наиболее удачный фильм «Дочь полка». После оккупации Франции фашистской Германией Николай Новик перебрался из Парижа в Прованс в город Манокс, стал активным участником Французского Сопротивления. Собирал разведданные, занимался изданием и распространением нелегальных газет и листовок. В январе 1944 года Новик был арестован гестапо и приговорён к расстрелу. Чудом ему удалось бежать накануне казни. После побега ушел в горы к партизанам, был командиром отряда в партизанском объединении «Fort de Frans» (т. н. «Тайная армия Де Голля»). Отряд состоял из жителей ближайших деревень и советских военнопленных бежавших из концлагерей. Богатый военный опыт, полученный русским офицером Новиком в Первую мировую и Гражданскую войну, позволил отряду «маки» под его командованием добиваться блестящих результатов в разведывательной и диверсионной деятельности. Особенную ценность представляла информация об организации обороны побережья, сведения о транспортной системе и помощь десанту Союзников перед форсированием Ла-Манша. Во время разведки боем 19 августа 1944 года за три дня до полного освобождения Прованса отряд Новика попал в засаду. Николай прикрывал отход «маки» до последнего патрона и погиб в неравном бою.
Похоронен русский офицер Николай Исаакович Новик со всеми воинскими почестями в городе Баррем.
В июне 1945 года Николай Новик был посмертно награжден Военным крестом и орденом Почетного легиона.
На месте гибели Николая Новика недалеко от города Шамбриер установлена памятная плита.

##### Семья
Сестры: Наталья Исааковна (1900—1976), Вера Исааковна (1897—1972), единоутробная — Мария Викторовна Аринштейн (1913—1999).